# Wej Feng-che
Wej Feng-che (čínsky pchin-jinem Wèi Fènghé, znaky zjednodušené 魏凤和, tradiční 魏鳳和; * únor 1954) je bývalý čínský politik a generálplukovník Čínské lidové osvobozenecké armády ve výslužbě. V letech 2018–2023 byl ministr národní obrany Čínské lidové republiky a státní poradce ve druhé Li Kche-čchiangově vládě. Předtím byl v letech 2012–2017 velitelem Raketových sil Čínské lidové osvobozenecké armády, resp. Druhého dělostřeleckého sboru.
Wej Feng-che byl kandidátem 17. ústředního výboru, a posléze řádným členem 18. a 19. ústředního výboru Komunistické strany Číny, a v letech 2012–2022 také členem 18. a 19. ústřední vojenské komise Komunistické strany Číny.

## Životopis

### Mládí a vzdělání
Wej Feng-che se narodil roku 1954 v obvodu Čch’-pching, v prefektuře Liao-čcheng v provincii Šan-tung. V pouhých 16 letech vstoupil do Čínské lidové osvobozenecké armády. V roce 1972 se stal členem Komunistické strany Číny. Ve svých 21 letech byl vyslán na studium raketového inženýrství na škole spadající pod Výbor pro vědu, techniku a průmysl pro národní obranu. Poté pokračoval ve výcviku na velícího důstojníka strategických raketových vojsk na vysoké škole Druhého dělostřeleckého sboru ve Wu-chanu.

### Kariérní postup
V roce 1994 byl povýšen do hodnosti staršího plukovníka. V letech 2001–2002 byl náčelníkem štábu 53. základny Druhého dělostřeleckého sboru, posléze v letech 2002–2005 jejím velitelem. V roce 2003 byl jmenován generálmajorem. V roce 2006 se stal zástupcem náčelníka štábu Druhého dělostřeleckého sboru a členem tamějšího stálého výboru Komunistické strany Číny.
V roce 2007 se stal kandidátem 17. ústředního výboru Komunistické strany Číny a o rok později byl jmenován do hodnosti generálporučíka. V roce 2010 se stal zástupcem náčelníka generálního štábu Čínské lidové osvobozenecké armády, přičemž ve svých 56 letech byl v té době zároveň nejmladším zástupcem náčelníka GŠ ČLOA vůbec.
V roce 2012 byl povýšen do hodnosti generálplukovníka a stal se velitelem Druhého dělostřeleckého sboru. Na XVIII. sjezdu Komunistické strany Číny byl zvolen řádným členem 18. ústředního výboru.  Na konci roku 2015 byl Druhý dělostřelecký sbor v rámci reformy čínských ozbrojených sil přejmenován na Raketové síly Čínské lidové osvobozenecké armády a reorganizován jako samostatná složka ČLOA. V čele Raketových sil Wej Feng-che setrval do roku 2017.

### Vládní působení
Na XIX. sjezdu Komunistické strany Číny v roce 2017 byl znovuzvolen řádným členem 19. ústředního výboru a byl také zvolen členem ústřední vojenské komise. Následně byl 19. března 2018 jmenován ministrem národní obrany a státní poradcem ve druhé Li Kche-čchiangově vládě. 12. března 2023 jej ve funkci ministra národní obrany nahradil Li Šang-fu.